# 戸邊隆馬
戸邊 隆馬（とべ りゅうま、1990年5月10日- ）は、日本の男性キックボクサー、K-1ファイター。神奈川県横浜市青葉区出身。
シルバーウルフジム所属。K-1、Krushのリングで活躍。甘いマスクとアグレッシブなファイトスタイルで人気を集める。

## 来歴
幼少期より空手、合気道、サッカー、野球、水泳を習い日々スポーツに明け暮れ、15歳でキックボクシングに出会う。アマチュア大会に出場し、18歳ではK-1甲子園に出場。日本体育大学進学と同時に19歳でプロデビュー。

### 戦績[1]
RISEのアマチュア大会「KAMINARIMON」でキャリアを積む。
2009年8月10日、「K-1甲子園〜FINAL16」でプロデビュー。佐々木大蔵と対戦し3-0の判定勝ちを収め白星デビューを飾った。
2009年9月27日、「J-NETWORK J-FIGHT in SHINJUKU〜vol.11〜」武田晃一と対戦し、2-0の判定勝ちを収めた。
2009年12月20日、「J-NETWORK J-F-X〜GET REAL in J-WORLD EX〜」鈴木翔也と対戦し、1RKO負けを屈した。
2010年2月21日、「J-NETWORK FORCE for the TRUTH of J 1st」長嶋大樹と対戦し、2RKO負けを屈した。
2010年6月27日、「RISE 67」で、宮田裕基と対戦し、3-0の判定勝ちを収めた。
2010年9月26日、「RISE 70」で零と対戦し、1RKO勝ちを収めた。
2010年10月31日、「Krush-EX〜Road to the CHAMPIONSHIP〜」で、田中一耀と対戦し、2-0の判定負けを屈した。
2010年12月19日、「RISE 73R」で大西晃樹と対戦し、3-0の判定勝ちを収めた。
2011年2月13日、「Krush-EX〜2011 vol.2」で、将太と対戦し、2RKO勝ちを収めた。　
2011年4月17日、「RISE 76」で蓮見龍馬と対戦し4R判定2-1で負けを屈した。
2011年6月4日、「RISE 78」でHIROYUKIと対戦し、3RKO勝ちを収めた。
2011年7月23日、「RISE 80」で萬田千晴と対戦し、3-0の判定勝ちを収めた。
2011年9月23日、「RISE 83（第3代バンダム級王座決定戦準決勝）でKENJIと対戦し、3-0の判定負けを屈した。
2012年1月28日、「RISE 86」でDykiと対戦し、2-0の判定勝ちを収めた。
2012年5月3日、「Krush.18」で榊克樹と対戦し、1RKO負けを屈した。
2013年3月3日、「Krush-IGNITION 2013 vol.2」で鎌田裕史と対戦し、3RKO勝ちを収めた。
2013年4月21日、「Krush-IGNITION 2013 vol.3」で伊澤波人と対戦し、3-0の判定勝ちを収めた。
2013年6月16日、「Krush.29」で宮本啓介と対戦し、4R3-0の判定勝ちを収めた。
2013年9月1日、「Krush.32〜in NAGOYA〜」で瀧谷涉太と対戦し、3-0の判定負けを屈した。
2014年1月4日、「Krush.37」でチェ・ジンスンと対戦し、1RKO勝ちを収めた。
2014年5月11日、「Krush.41」Krush-55kg級タイトルマッチで瀧谷涉太と対戦し、3-0の判定負けを屈した。
2014年8月9日、「Krush.44」で匠と対戦し、2-0の判定勝ちを収めた。
2014年11月3日、「K-1 WORLD GP 2014/-65kg初代王座決定トーナメント」で鈴木優也と対戦し、2-0の判定勝ちを収めた。
2015年1月18日、「K-1 WORLD GP 2015/-60kg初代王座決定トーナメント」で堀尾竜司と対戦し、0-3の判定負けを屈した。
2015年6月12日、「Krush.55」で隆聖と対戦し、3RKO勝ちを収めた。
2015年8月14日、「Krush.56」で堀尾竜司と対戦し、2RKO負けを屈した。
2016年1月17日、「Krush.62」で佐野天馬と対戦し、0-3の判定負けを屈した。
2016年11月3日、「K-1 WORLD GP 2016 JAPAN/初代フェザー級王座決定トーナメント」でエリアス・マムーディと対戦し、0-3の判定負けを屈した。

### その後
2016年12月、引退表明